# Dangdut
Dangdut ist einer der populärsten Stile der indonesischen Musik, der sich zu Beginn der 1970er Jahre in Indonesien sowie in geringerem Maß in Malaysia und Teilen der Philippinen verbreitete.

## Entstehung
Das Wort dangdut bezieht sich onomatopoetisch auf den charakteristisch schaukelnden geradzahligen Takt, der mit dem Schlagzeug akzentuiert wird. Dangdut ist ein Stilmix, der seine Wurzeln in der Kolonialzeit hat. Die ersten europäischen Musikformen brachten im 16. Jahrhundert die Portugiesen mit. Damals entstanden der Kroncong, ein melancholischer kammermusikalischer Stil für die Indonesier und Tanjidor, ein im Freien gespieltes Blechblasorchester, das anfangs der Unterhaltung der Europäer diente. Kroncong wird heute mit Keyboards und E-Gitarren modernisiert gespielt. Zeitgleich gelangte arabische Gambus-Musik nach Südostasien. Im 19. Jahrhundert brachten chinesische Einwanderer ihre Tradition mit; von den niederländischen Kolonialherren stammten Marschmelodien und Blechblasinstrumente, die mit allen anderen Stilen zusammen an der Nordküste Javas den Tanjidor ergaben. Im Lauf des 20. Jahrhunderts konkurrierten in Java diese mit mehreren einheimischen Musikstilen wie der Jaipongan-Tanzbegleitung, bis mit dem Aufkommen des Dangdut und internationaler Popmusik die anderen Musikrichtungen in den Hintergrund gedrängt wurden.  
Die Texte handeln von Liebe, Leid und beschreiben den Alltag. Die Instrumentierung entspricht etwa der von westlicher Schlagermusik. Es gibt moderne Varianten des Dangduts, in denen auch Stilelemente von House, R&B, Rock und Latino übernommen werden.

## Rhythmus
Musikalisch zeichnet sich der Dangdut durch einen besonderen Rhythmus aus, bei dem der erste Schlag eines 4/4-Taktes leicht und der vierte Schlag stark betont werden. Dieser Rhythmus wurde von den indischen Musikfilmen des frühen 20. Jahrhunderts übernommen. Ein Dangdut-Ensemble beinhaltet meist elektronische Instrumente wie eine E-Gitarre, Keyboard etc. sowie die indische Trommel tabla und die indonesische Bambusflöte suling. Dieses meist vier bis acht Instrumentalisten umfassende Ensemble begleitet einen Sänger oder eine Sängerin. 

## Kategorien
Man kann den Dangdut heute grob in zwei Kategorien unterteilen. Zum einen handelt es sich dabei um den Dangdut im Stil seines Erfinders Rhoma Irama, der auch als König des Dangdut bezeichnet wird. Dieser Stil wird in Abgrenzung zum Dangdut Kampungan – dem Dangdut vom Dorf – oft als sauber und gesittet bezeichnet. Dies begründet sich darin, dass die Sängerinnen der Dangdut-Gruppen auf den Dorfbühnen beim Vortrag ihrer Lieder in der Regel erotisch tanzen. Deshalb wurde der Dangdut-Kampungan von Vertretern der Mittelschicht, aber vor allem auch von muslimischen Extremisten als schmutzig oder sogar verboten (haram) bezeichnet. 2003 kam es zu einem Streit um die Dangdut-Sängerin Inul Daratista, die nach Vorstellungen einiger Vertreter muslimischer Organisationen zu erotisch tanzte und ihrer Ansicht nach damit der Moral des Volkes schadete. Aus demselben Grund wurden im August 2008 im malaysischen Bundesstaat Kedah Dangdut-Aufführungen untersagt.